# 兰什
兰什是葡萄牙波尔图区的一个堂区。总面积5.11平方公里，总人口1652人，人口密度323.3人/平方公里。